# Umění ve městě
Umění ve městě je název sochařské výstavy konané oficiálně od roku 2008 ve veřejných prostorách Českých Budějovic. Jejím zakladatelem a kurátorem je Michal Trpák, sochař žijící v nedalekých Nových Hodějovicích.
Výstavu pořádá Statutární město České Budějovice ve spolupráci s několika galeriemi a dalšími městy, kde se sochy vystavují.

## Historie
Výstava vznikla poté, co v roce 2007 bylo Trpákovo sousoší Humanoidi vystaveno na Lannově třídě a umělce kontaktovala radnice města, se kterou domluvili spolupráci. K prvnímu ročníku následujícího přizval své kolegy z VŠUP, postupně se mezi autory soch ve městě objevovali i další známí i méně známí sochaři, a to jak čeští tak zahraniční (mj. Jaroslav Róna, Jakub Flejšar, Václav Fiala, Kurt Gebauer).
Stoupá i počet účastnících se měst – k Českým Budějovicím se v roce 2013 přidala Hluboká nad Vltavou a od roku 2016 i Veselí nad Lužnicí.

## Výběr míst
Konkrétní místa pro sochy se vybírají zejména podle toho, aby díla co nejlépe komunikovala s prostorem, ale často je třeba přihlédnout i k jejich technickým parametrům, protože mohou vyžadovat například přívod vody či elektřiny. Podle autorových slov patří sochy všeobecně spíše než do galerií do veřejného prostoru a architektury tak, aby tam našly uplatnění a potkávaly se s lidmi.
Řada soch z výstavy zůstává ve městě, ať už v jeho ulicích, např. již zmínění Humanoidi, osm obřích sklocementových soch postav s kufříky a naštvanými tvářemi z "nultého ročníku" (2007), nebo Kůň Barbory Hapalové (Umění ve městě 2015) nad vchodem Galerie Mariánská, či je zakoupena organizacemi ve městě sídlícími, např. Zvíře Alexandry Koláčkové (2015) přejmenované novým majitelem, firmou ČEVAK, na Čevavu anebo Dravec Jaroslava Chramosty umístěný u nové budovy Přírodovědecké fakulty Jihočeské univerzity (2013). Ryba Andrey Koláčkové stojí v Lipně nad Vltavou, dvě ze soch zůstaly na Hluboké.

## Vandalismus
Sochařská díla Umění ve městě provázejí už od roku 2008 vandalské útoky, další pak následovaly v letech 2009, 2011, 2014, 2015 a 2016. Autor se snaží vandalským útokům předcházet především výběrem soch s vyšší hmotností (nejméně od půl tuny). Optimisticky toto pravidlo nicméně někdy poruší, což vandalům poskytuje další příležitosti, protože dohled bezpečnostních kamer často nedostačuje ani na dohledání pachatelů.

## Kniha

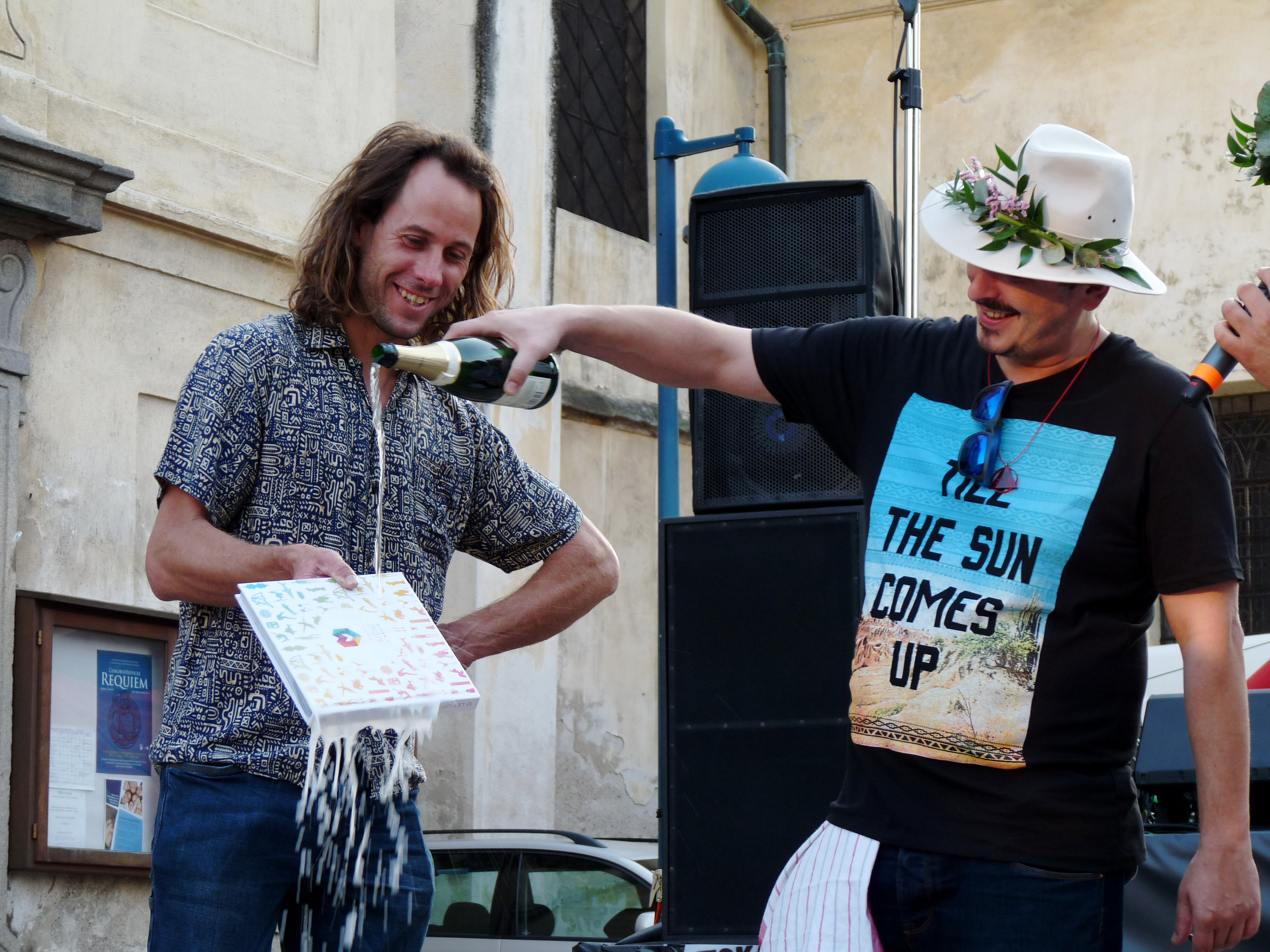
Křest knihy

K desátému výročí konání výstavy byla vydána kniha 10 let Umění ve městě, kterou autor s grafikem výstavy pokřtil  25. srpna 2017 na Piaristickém náměstí v Českých Budějovicích v rámci místního kulturního festivalu Město lidem lidé městu.

## Galerie

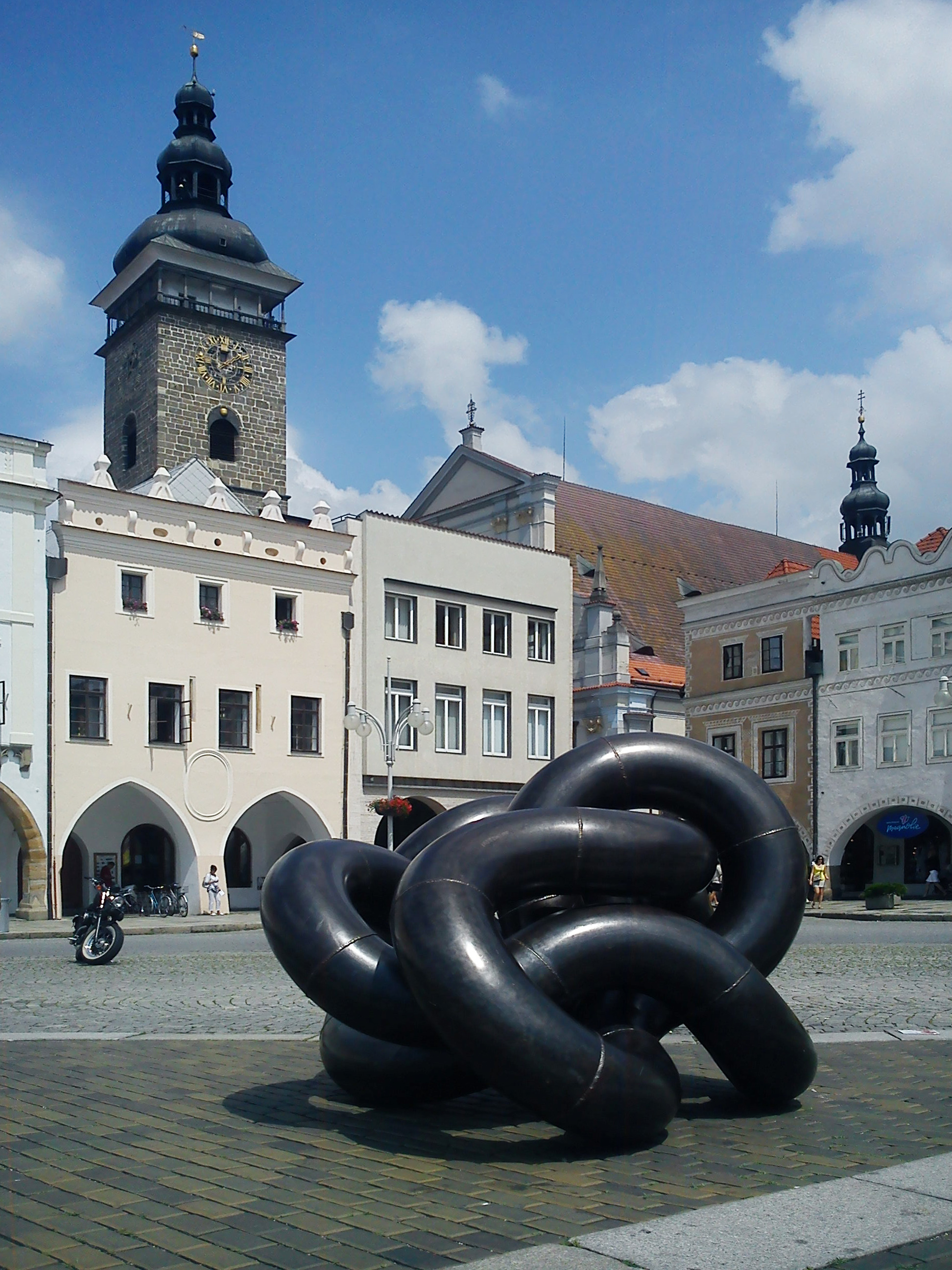
Archimedon Lukáše Raise (2012)
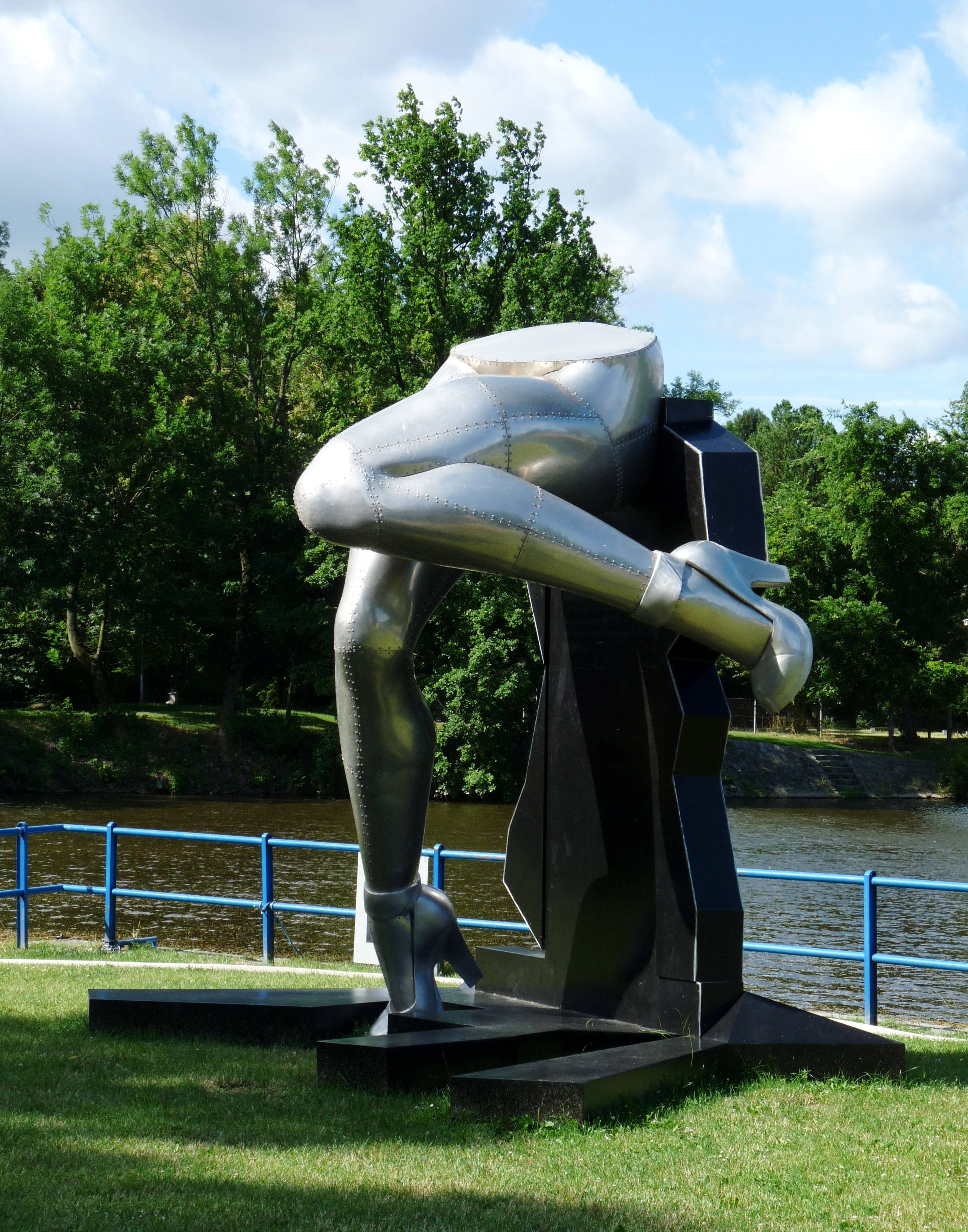
Nohy Richarda Keťky (2016)
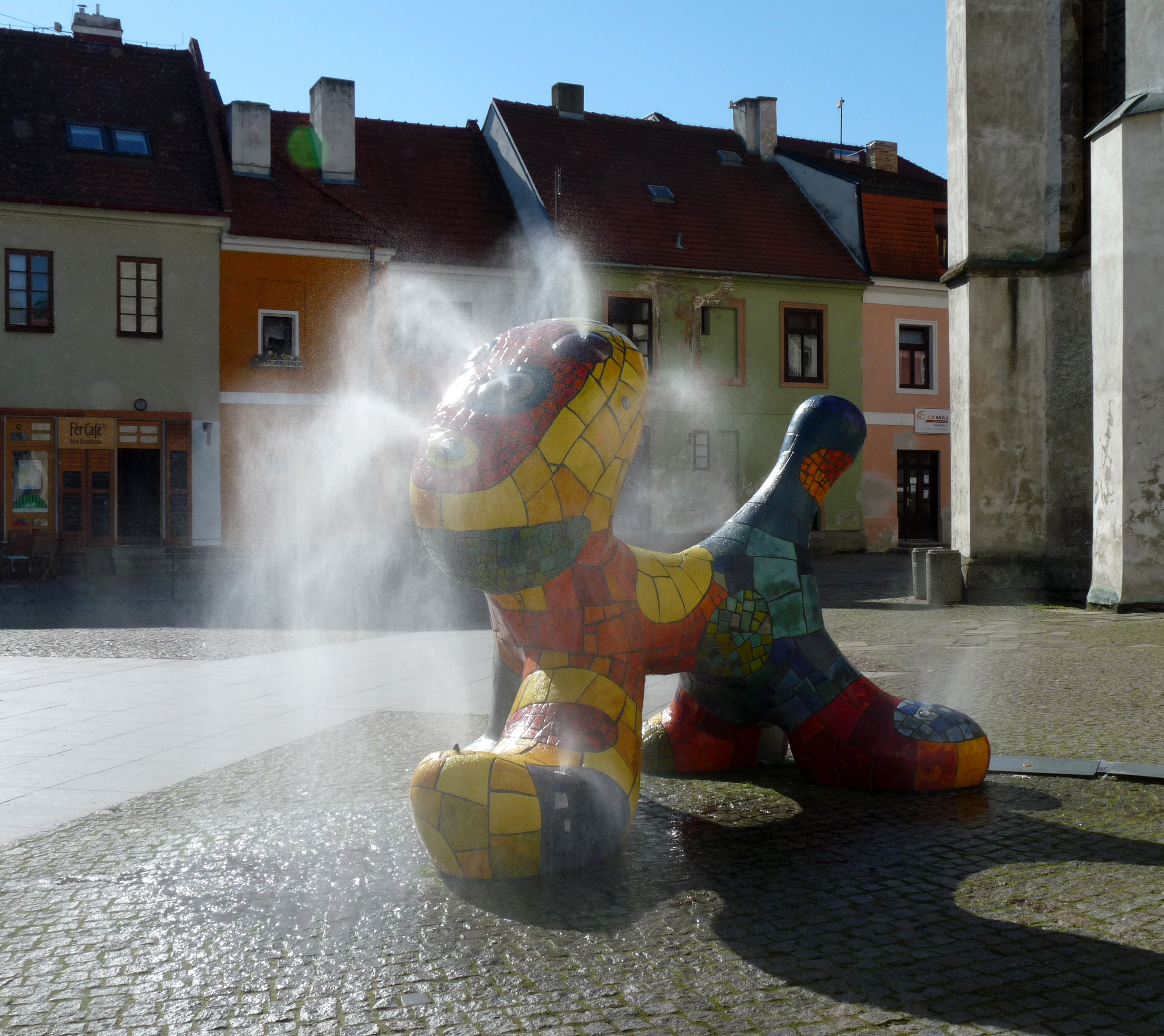
Zvíře Alexandry Koláčkové (2015)
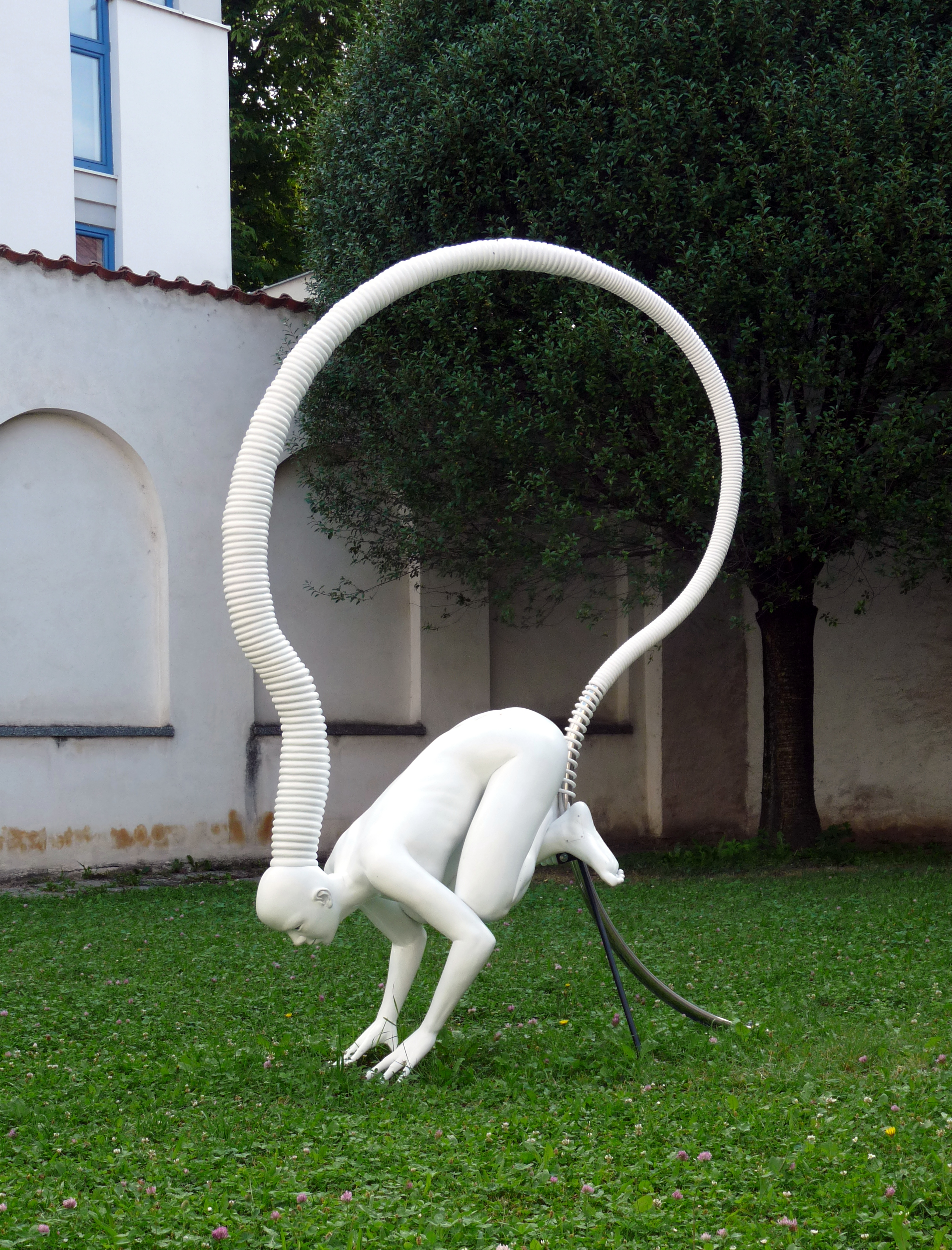
Bludička Davida Moješčíka (2014)
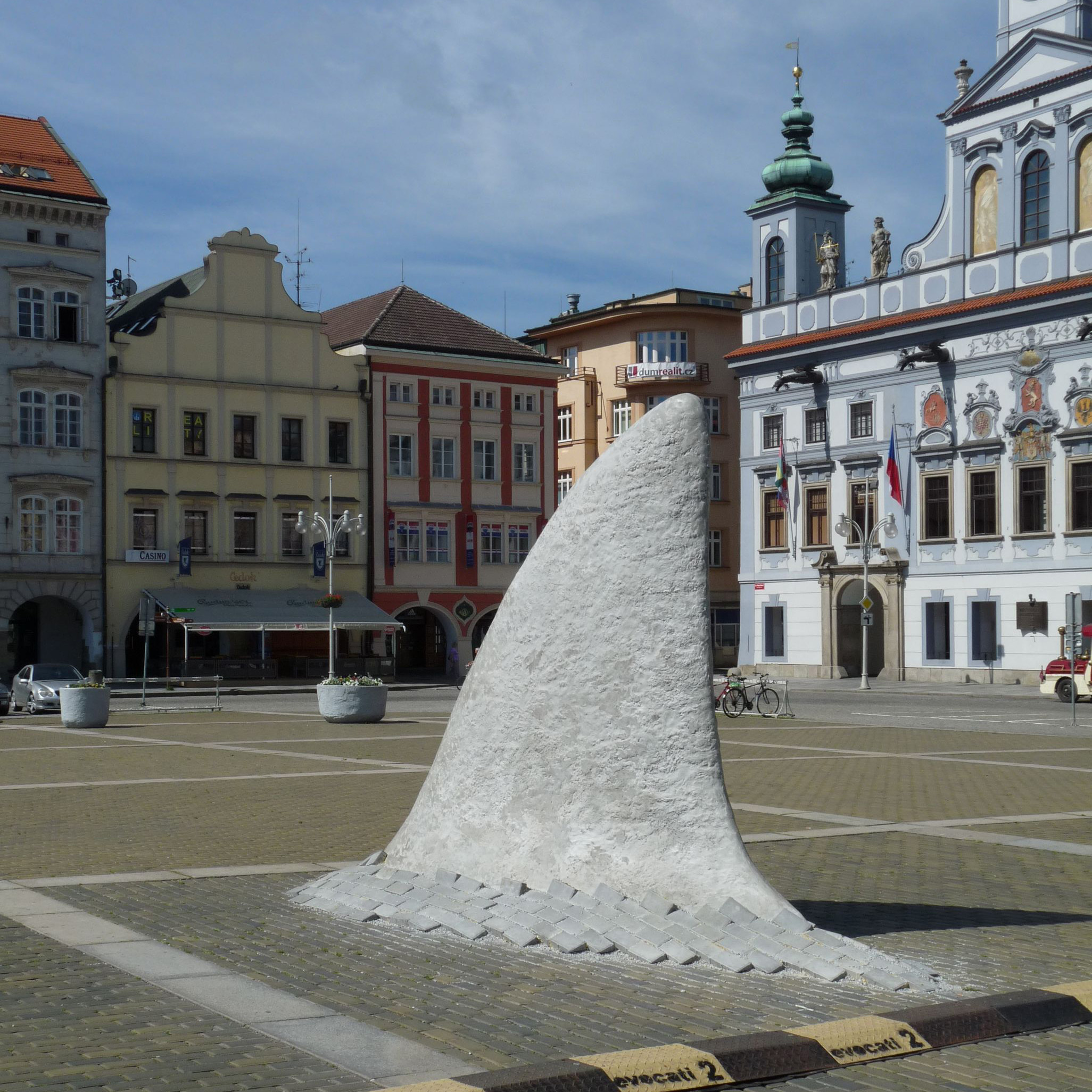
Dravec Jaroslava Chramosty (2013)
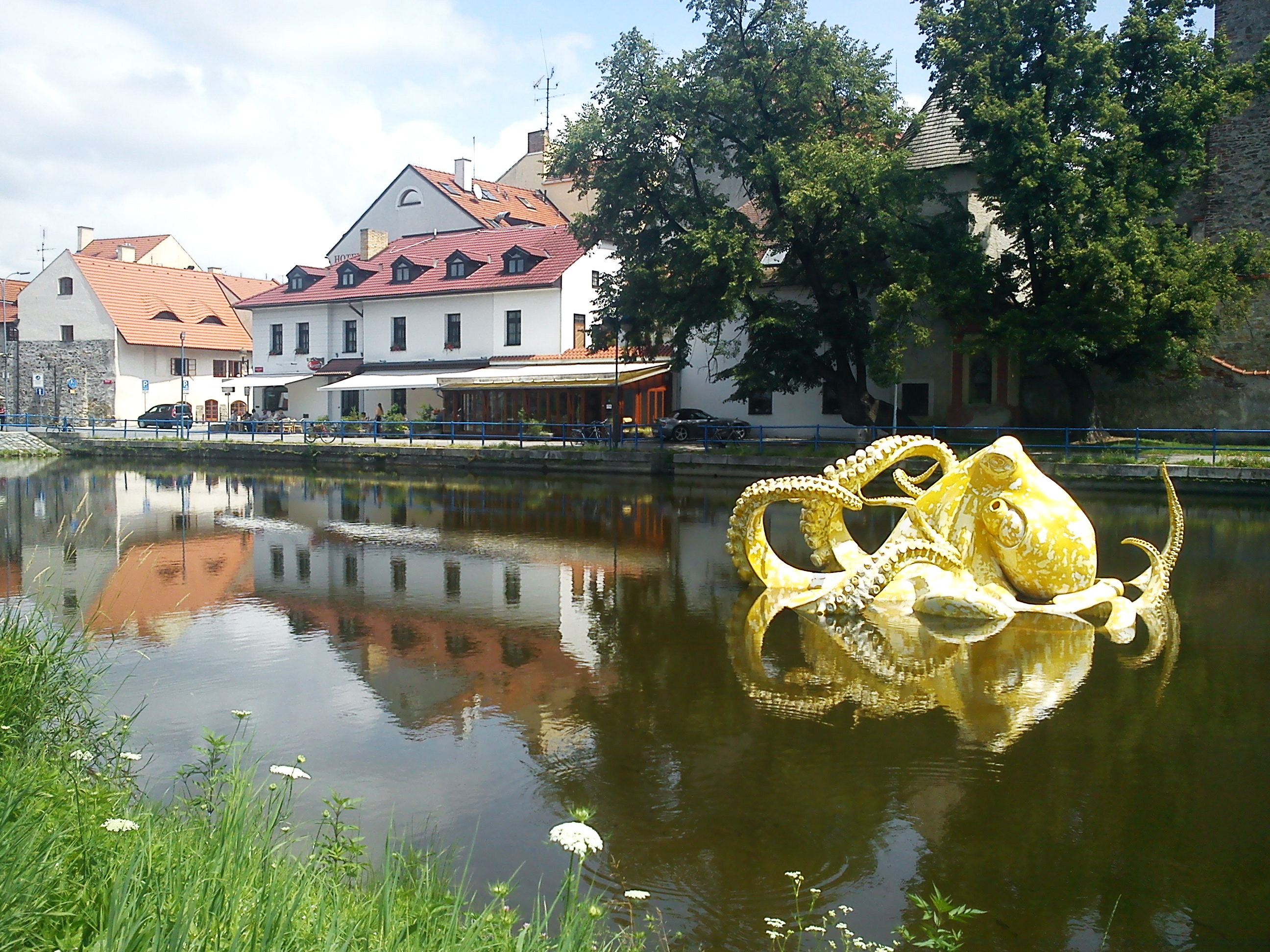
Chobotnice Eliška Viktora Palúše (2012)